# Polihierax
A Polihierax  a madarak osztályának a sólyomalakúak (Falconiformes) rendjébe és a  sólyomfélék (Falconidae) családjába tartozó nem.

## Rendszerezésük
A nemet Johann Jakob Kaup, 1847-ben, az alábbi 1 vagy 2 faj tartozik ide:
- afrikai törpesólyom (Polihierax semitorquatus)
- hosszúfarkú törpesólyom (Polihierax insignis[2] vagy Neohierax insignis)[1]

## Előfordulásuk
Az egyik faj Délkelet-Ázsiában, a másik Afrikában honos. Természetes élőhelyeik a szubtrópusi és trópusi erdők, cserjések, füves puszták és szavannák. Állandó, nem vonuló fajok.

## Megjelenésük
A kisebb faj 18–21 centiméteres, a nagyobb 23–28 centiméteres.

## Életmódjuk
Rovarokkal és kisebb gerincesekkel táplálkoznak.